# Ligia Amadio
Ligia Amadio (Sao Paulo, 21 de agosto de 1964) es una directora de orquesta brasileña con gran renombre entre las directoras. El 31 de enero de 2017 se convirtió en la primera mujer en asumir la Orquesta Filarmónica de Montevideo.

## Carrera
Inició sus estudios de piano a la edad de 5 años. Recibió su pregrado y maestría en conducción musical de la Universidad de Campinas (Brasil). 
Se graduó en Dirección Orquestal (después de haberse graduado en Ingeniería por la Universidad Politécnica de São Paulo) y realizó el Postgrado en Artes de la Universidad Estatal de Campinas. Sus principales mentores en Brasil fueron Henrique Gregori, Eleazar de Carvalho y Hans-Joachim Koellreutter. Posteriormente realizó cursos de perfeccionamiento en dirección orquestal en Austria, Holanda, Hungría, Italia, República Checa, Rusia y Venezuela.
Entre 2000 y 2005 dirigió en numerosas ocasiones la Filarmónica de Buenos Aires y también la Orquesta Estable del Teatro Colón.
Ha actuado en Alemania, Argentina, Austria, Bolivia, Chile, Colombia, Croacia, Cuba, Eslovenia, Estados Unidos, Francia, Islandia, Israel, Italia, Japón, Holanda, Hungría, Líbano, México, Perú, Portugal, República Checa, Rusia, Serbia, Tailandia, Uruguay y Venezuela.
Ha sido directora de la Orquesta Nacional de Brasil y de la Orquesta Universidad Nacional de Cuyo en Mendoza además de directora de la Orquesta Filarmónica de Bogotá.
En enero de 2017 asumió la dirección de la Orquesta Filarmónica de Montevideo, donde permaneció hasta 2021. En el año 2023 asume la dirección de la Orquesta Sinfónica de Minas Gerais, en su país.

## Premios y reconocimientos

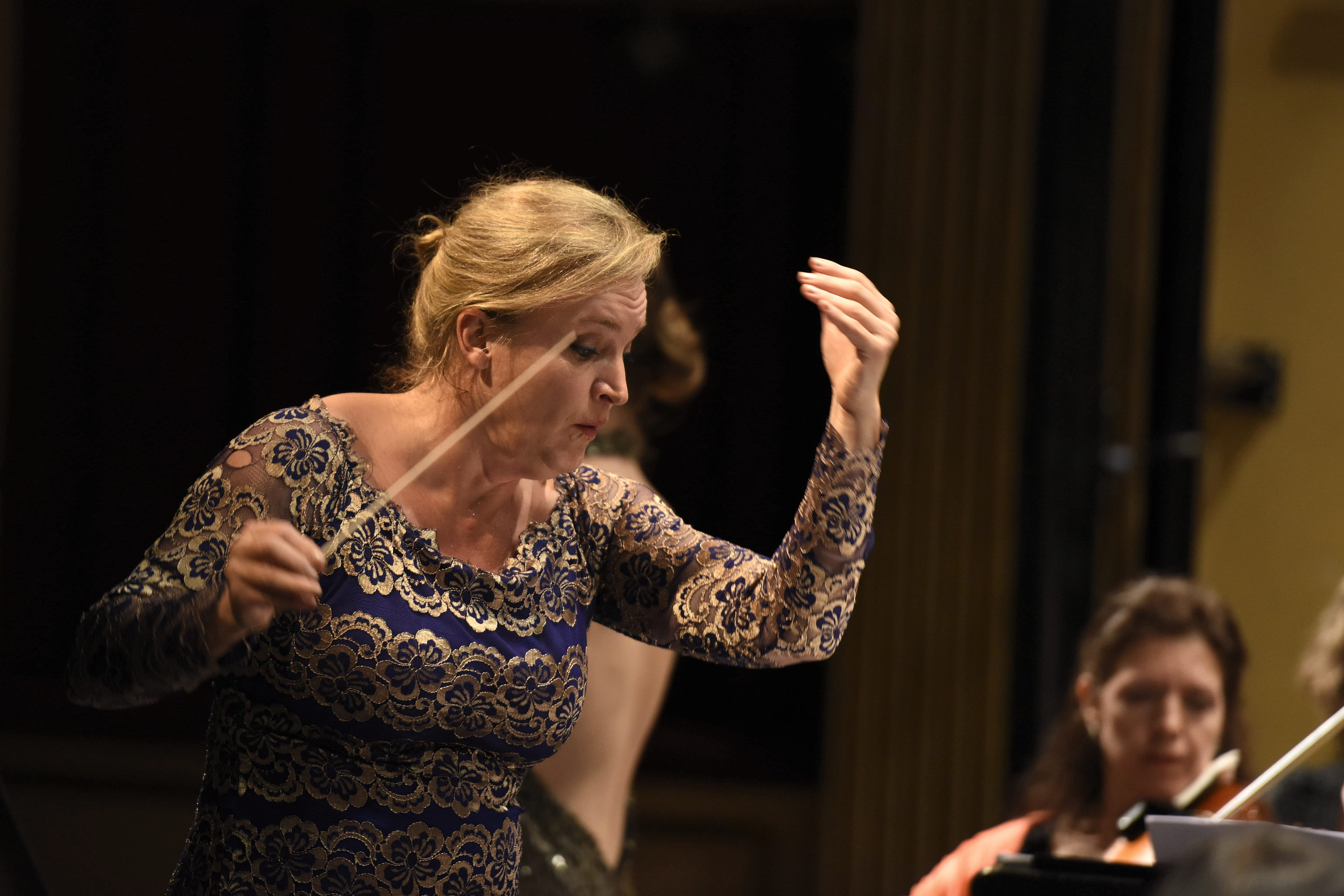
Amadio dirigiendo la Orquesta Filarmónica de Montevideo en marzo de 2017.

En 1997 se convirtió en la primera mujer ganadora en 30 años de existencia del concurso de dirección de orquesta de Tokio.
En 1998, obtuvo el primer premio en el Concurso Internacional de Santiago de Chile. En el año 2001, recibió el premio Mejor Director del Año, en Brasil, otorgado por la Asociación de Críticos de Arte de São Paulo. En 2012, fue nuevamente distinguida como mejor directora de orquesta, en Brasil, recibió el Premio Carlos Gomes.